# Waisach
Waisach je naselje v Občini Greifenburg v Okraju Špital ob Dravi  na Koroškem v Avstriji.